# Nanchong
|  | No s'ha de confondre amb Nanchang. |

Nanchong (xinès: 南充; pinyin: Nánchōng; Wade–Giles: Nan-ch'ung; sichuanès: lancong) és una ciutat a nivell de prefectura al nord-est de la província de Sichuan, a la República Popular de la Xina, amb una superfície de 12.479,96 km². Al cens del 2020, hi vivien 5.607.565 persones, de les quals 1.936.534 vivien a l'àrea urbanitzada (o metropolitana) formada per tres districtes urbans. És la segona ciutat més poblada de la província de Sichuan, després de Chengdu. El centre administratiu es troba al districte de Shunqing.

## Geografia
Nanchong es troba al nord-est de la província de Sichuan. A l'est de Nanchong hi ha Dazhou, a l'oest hi ha Mianyang i Suining, i al nord hi ha Guangyuan.
La gran majoria d'aquesta zona és muntanyosa. La superfície forestal és del 25% del territori. El riu Jialing, afluent del riu Iang-tsé, travessa la prefectura de nord a sud. Hi ha 30 rius més a la prefectura amb una conca de drenatge de més de 30 km².

### Clima
Com a la resta de la conca de Sichuan, Nanchong té un clima subtropical humit influenciat pel monsó (Köppen Cwa) amb una humitat elevada durant tot l'any; els hiverns són curts i suaus mentre que els estius són llargs, calorosos i humits. La temperatura mitjana mensual oscil·la entre els 6,5 °C al gener i els 27,3 °C al juliol; la mitjana anual és de 17,38 °C. Les gelades són poc freqüents i el període lliure de gelades dura entre 290 i 320 dies.
Més del 70% dels 1.003 mm de precipitació anual es produeix de maig a setembre. Amb un percentatge mensual de sol possible que oscil·la entre un 9% al desembre i un 47% a l'agost, la ciutat només rep 1.135 hores de sol anualment. La primavera (març-abril) sol ser més assolellada i càlida durant el dia que la tardor (octubre-novembre).

## Història
Nanchong es trobava al territori de l'estat de Ba abans que fos conquerit pels Qin l'any 314 aC. Els Qin van establir un centre administratiu a la ciutat de Langzhong. La ciutat d'Anhan es va establir al districte de Shunqinq a principis de la dinastia Han.
L'any 202 aC, l'emperador Gaozu de Han va instituir el comtat d'Anhan (xinès simplificat: 安汉; xinès tradicional: 安漢) en aquest lloc. Anhan significa literalment "establir o estabilitzar Han". L'any 8 dC, el nom va ser canviat per Anxin (安新) quan Wang Mang es va apoderar del tron de la dinastia Han, però va tornar a Anhan l'any 25 dC. Es va canviar de nou a Guozhou (果州; 'estat de la fruita') l'any 621 dC (dinastia Tang), i després a Nanchong l'any 742 dC. El sobrenom de Nanchong és Guocheng (果城), derivat de Guozhou.